# Vågsøy (Insel)
Vågsøy ist eine bewohnte Insel vor der Westküste Norwegens. Sie gehört verwaltungsmäßig zur Kommune Kinn in der Provinz Vestland.

## Geographie
Die Insel ist 12,5 km lang und bis zu 9,5 km breit und hat eine Fläche von 59,1 km². Sie liegt zwischen der Mündung des Nordfjords im Süden und der großen Bucht Sildegap im Norden. Vom Festland ist sie durch den Ulvesund getrennt, der von der Sildegap nach Süden zum Vågsfjord, dem nördlichen Mündungsarm des Nordfjords, verläuft. Die Inseln Silda, Barmøya und Selja liegen im Osten in der Sildegap zwischen Vågsøy und der Halbinsel Stadlandet. Nächster Nachbar im Süden ist die Insel Husevågøy in der Mitte der Nordfjordmündung. Im Westen liegt das Europäische Nordmeer.

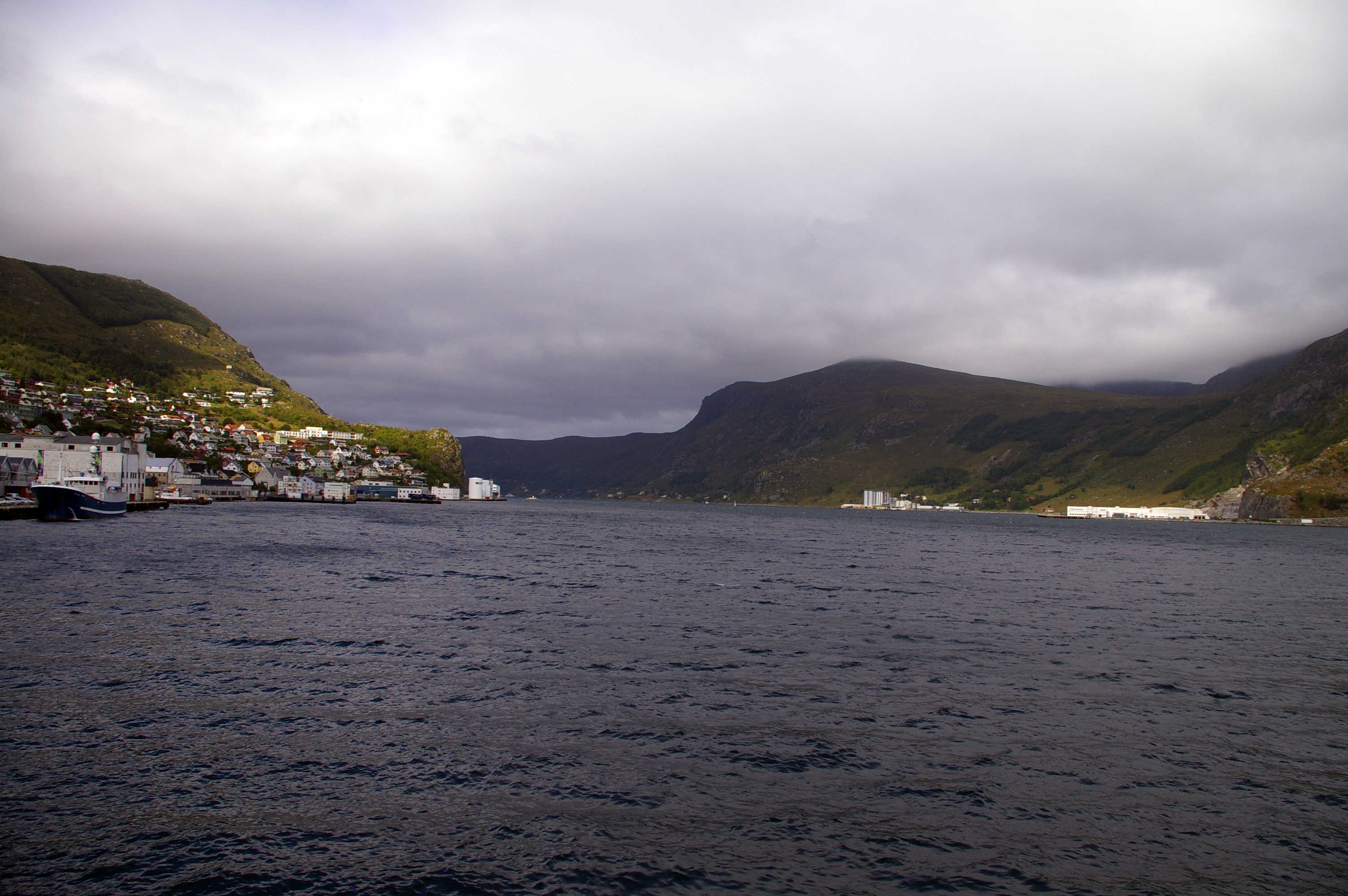
Der Ulvesund bei Måløy, Blick nach Norden

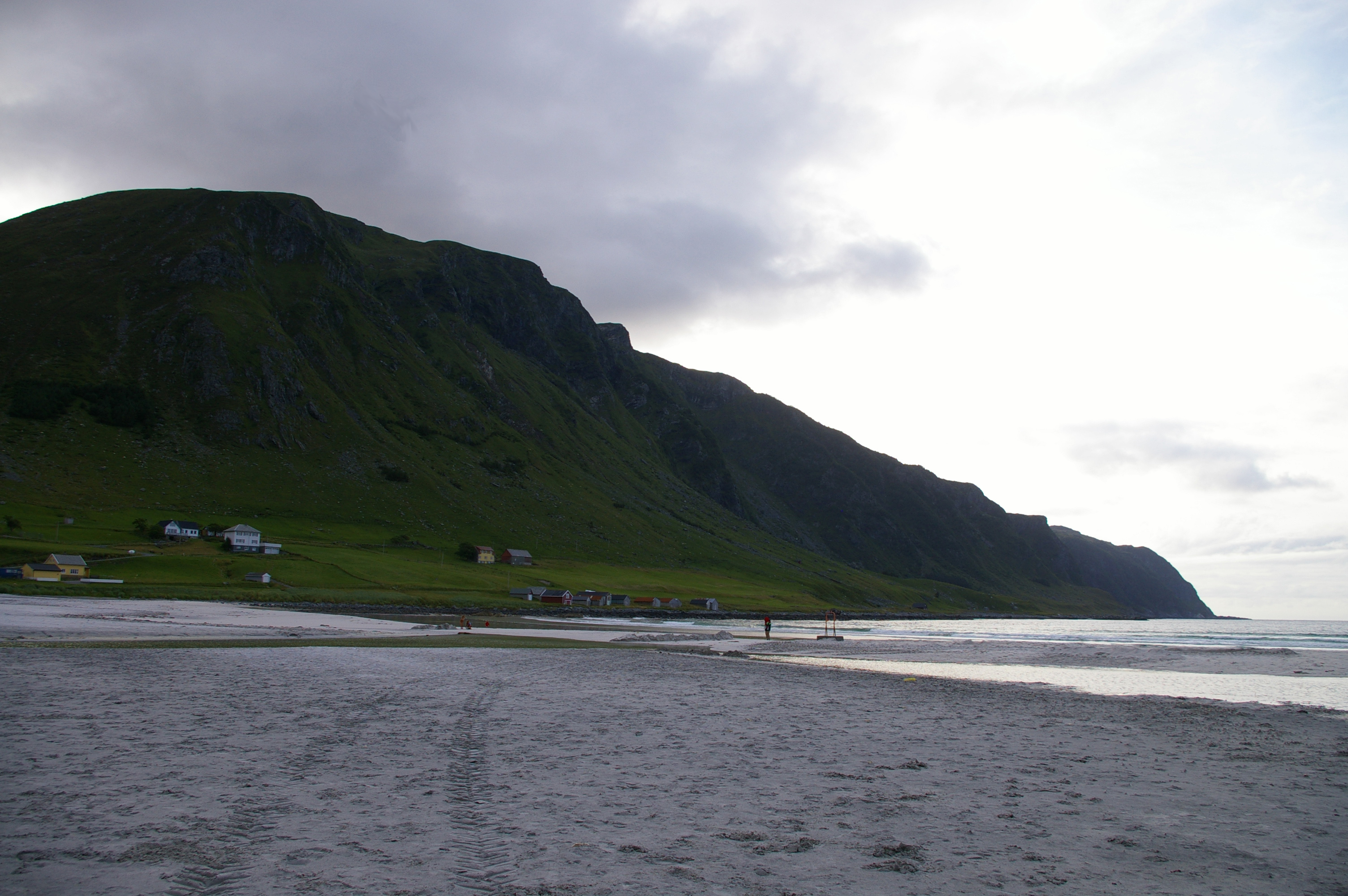
Der Sandstrand bei Refvik

Die Insel ist sehr gebirgig; der höchste Punkt ist der Veten im Süden, 613 Meter über dem Meeresspiegel. Im Westen und Norden ist sie durch zwei Buchten tief eingeschnitten, die Kvalheimsvika mit dem Torskangerpollen im Westen und die Refvika im Norden. Im Nordostteil der Insel, etwa 800 m westlich von Raudeberg, liegt der Refvikvatn, ein 1,5 km langer und bis zu 400 m breiter See auf nahezu Meereshöhe inmitten steil und bis auf über 400 m Höhe aufragender Berge. In der ebenfalls nur wenige Meter über dem Meeresspiegel liegenden etwa 1 km langen und 500 m breiten, vom See nach Nordnordwesten verlaufenden Ebene liegt das Dorf Refvik mit seinem feinen, 650 m langen Sandstrand am inneren Ende der Refvika-Bucht. 

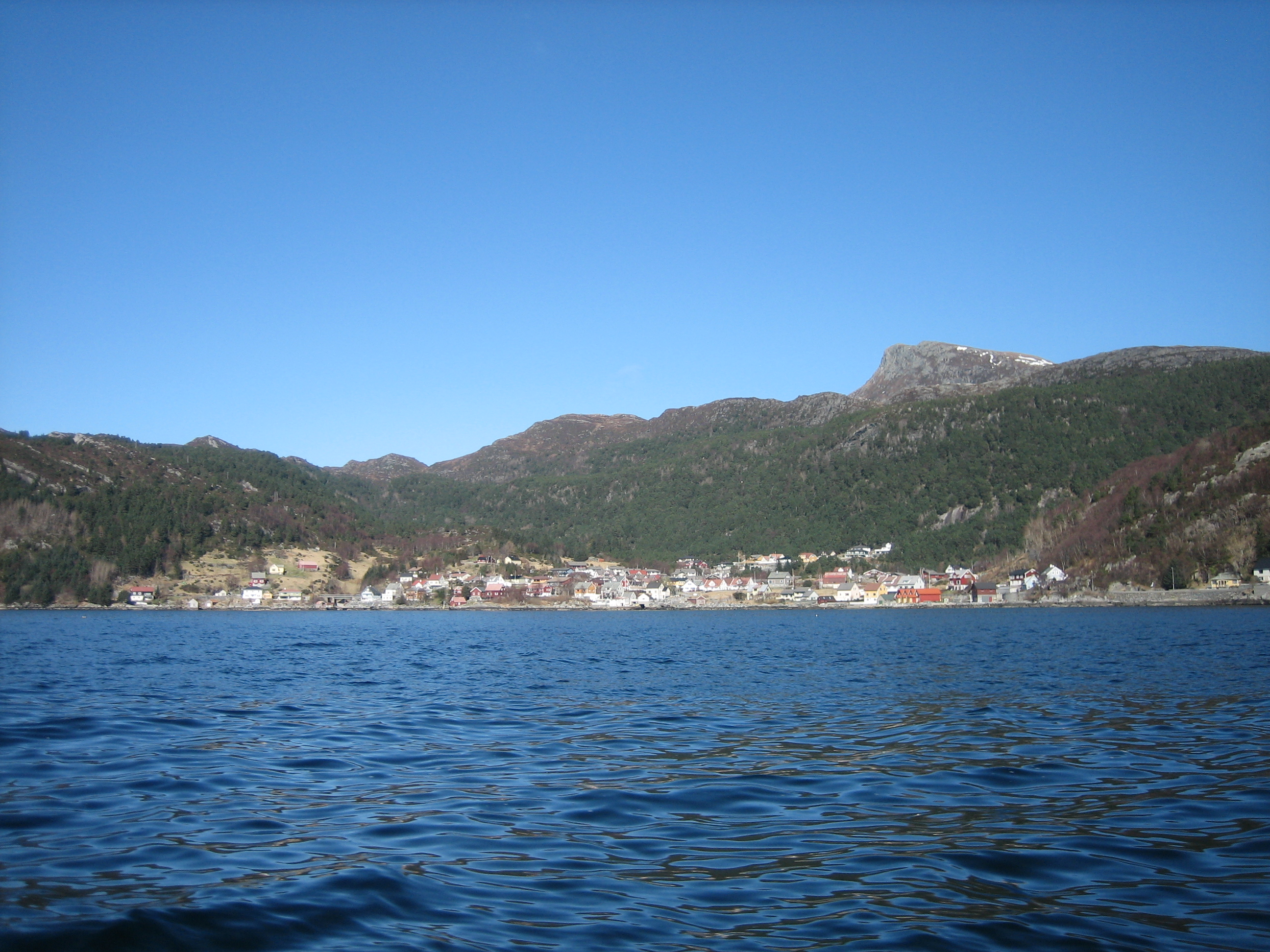
Holvik am Vågsfjord

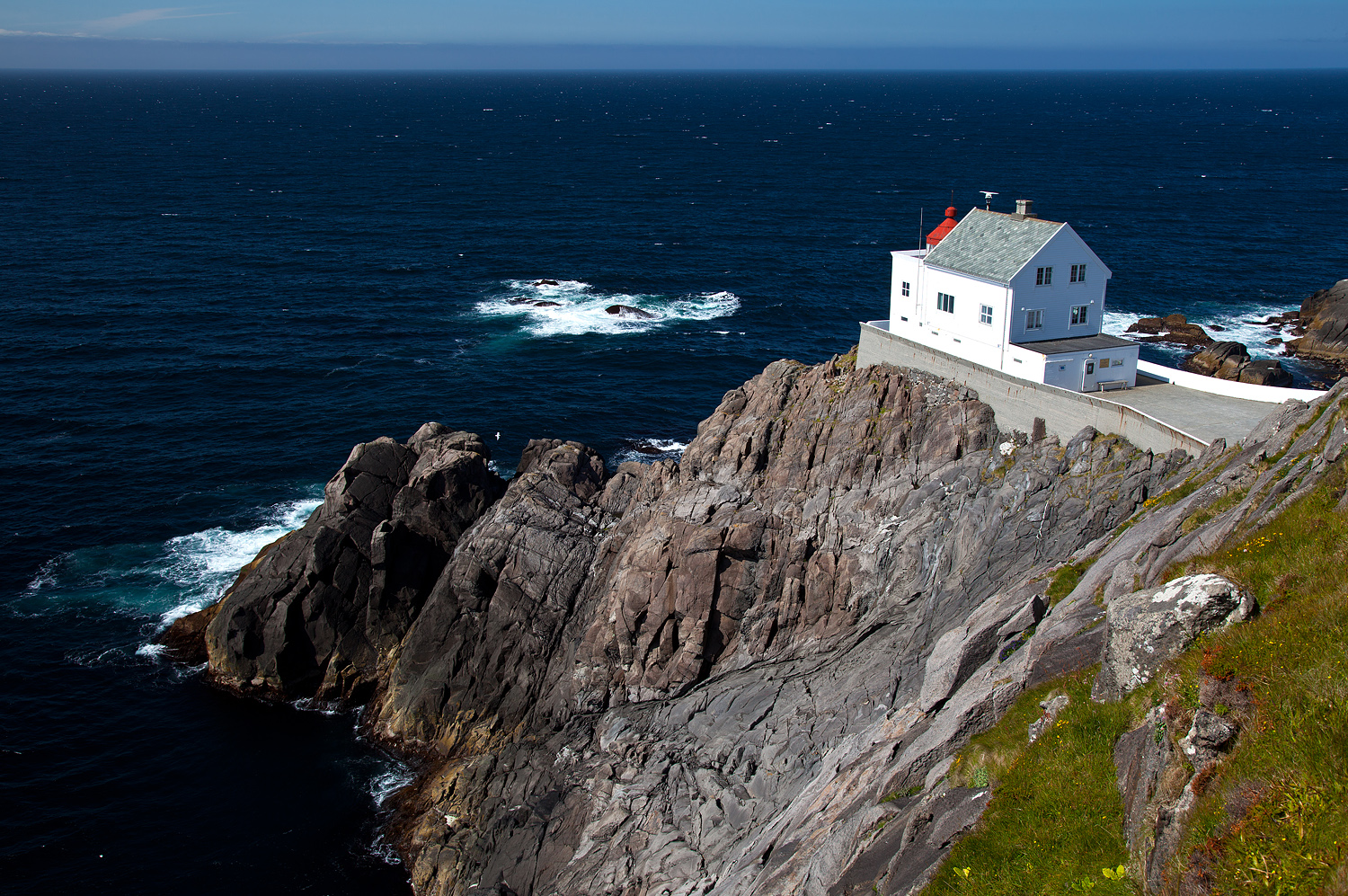
Kråkenes fyr

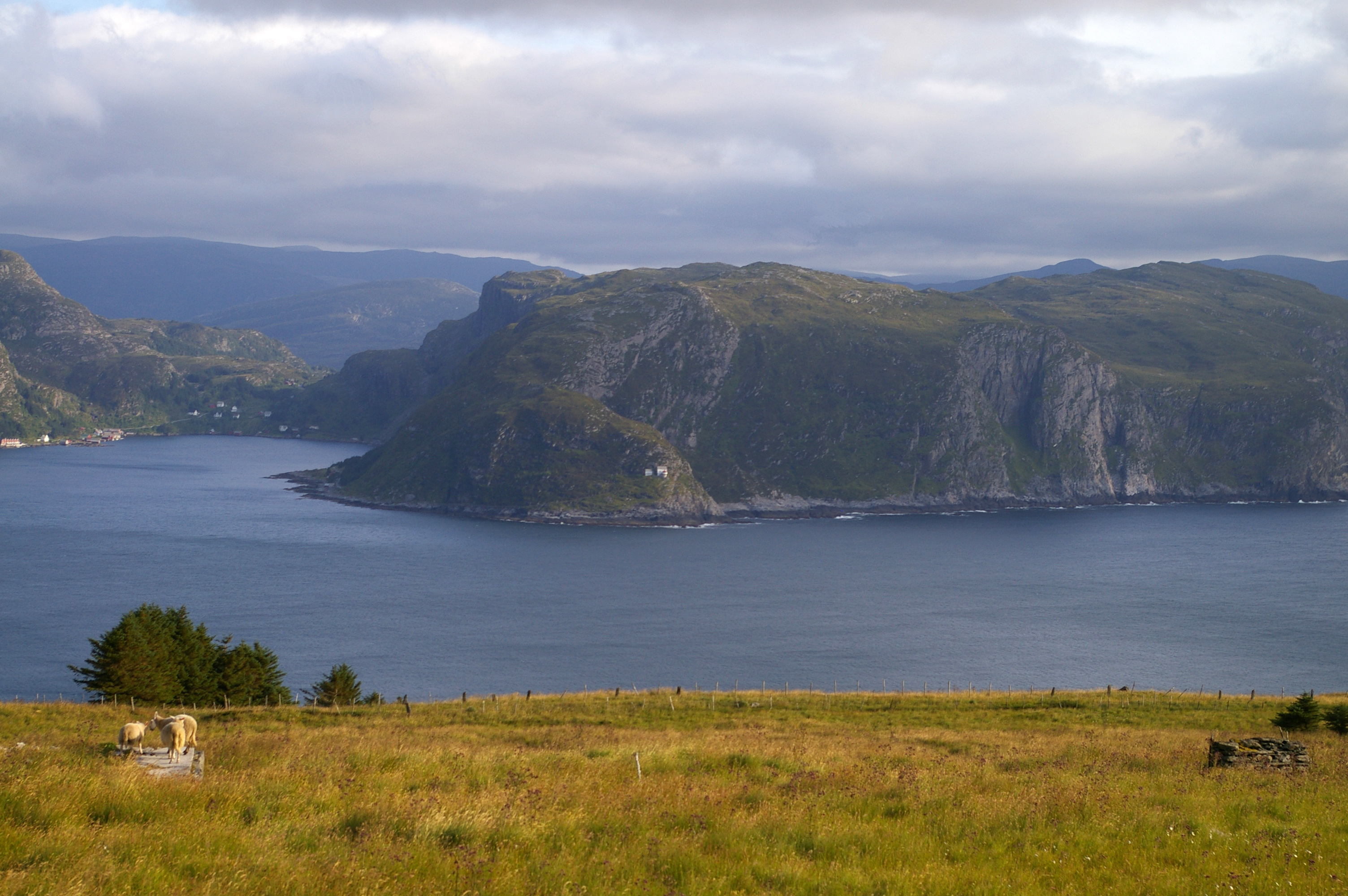
Das Hendanes fyr, Blick von Norden; links der Torskangerpollen

## Infrastruktur, Verkehr, Wirtschaft
Größter Ort auf der Insel ist Måløy im Südosten, innerhalb der Südeinfahrt in den Ulvesund. Måløy hat etwa 3250 Einwohner (2013) und seit 1997 Stadtstatus. Weitere Dörfer sind Raudeberg am Nordende des Ulvesunds (667 Einwohner, 2012), Holvik (355 Einwohner, 2012) und Vågsvåg (207 Einwohner, 2012) am Südufer sowie Kvalheim im Nordwesten, Refvik im Norden und Vedvik im Nordosten, letztere mit jeweils zwischen 100 und 150 Einwohnern. Hinzu kommen Streusiedlungen am Krakenes im Nordwesten, am Nordostufer bei Hals und am Torskangerpollen im Westen. Es gibt zwei Kirchen auf der Insel, eine in Måløy und eine in Raudeberg.
Diese Siedlungen sind durch mehrere Provinzstraßen miteinander verbunden. Von Måløy führt die Fv 617 am Westufer des Ulvesunds entlang nach Raudeberg an der Nordausfahrt des Ulvesunds. Von dort gehen die Fv 602 in den Nordosten der Insel und dann weiter nach Refvik und die Fv 600 in den Nordwesten bis fast zum Kap Kråkenes mit dem Leuchtturm Kråkenes. Eine Gemeindestraße zweigt 800 m westlich von Raudeberg von der Fv 600 nach Nordwest zum Nordufer des Refvikvatns und weiter nach Refvik ab. An der Südküste verbindet die Fv 601 Måløy mit Holvika und Vågsvåg; dann geht sie weiter nach Norden zum Torskangerpollen und der Kvalheimsvika mit dem bei Touristen beliebten Kannestein.
Die Insel ist über die 1.224 m lange Måløybrua (Måløybrücke) bei Måløy mit dem Festland verbunden. Die Brücke überquert in einer langgezogenen S-Kurve den Måløystraumen, die Enge am Südende des Ulvesunds, und trägt die Reichsstraße 15 vom Festland nach Måløy. Sie wurde im Dezember 1973 für den Verkehr freigegeben und war damals die längste Brücke Norwegens.
Die Schiffe der Hurtigruten laufen Måløy fahrplanmäßig auf ihrer Fahrt nach Norden oder Süden an und laufen dabei durch den gegen Nordmeerstürme geschützten Ulvesund.
Obwohl auch Sommertourismus von Bedeutung ist, sind die Hauptwirtschaftszweige Fischerei, Fischzucht und Bootsbau, mit Zentren in Måløy, Raudeberg und Vågsvåg.
Drei größere Leuchttürme sichern den Schiffsverkehr auf der Seeseite der Insel: das Kråkenes fyr auf dem Kap Kråkenes im äußersten Nordwesten der Insel, das Skongenes fyr auf dem Kap Skongsnes im äußersten Nordosten und das Hendanes fyr an der Westküste an der Südseite der Einfahrt zum Torskangerpollen.